# 哈丽妮·阿马拉苏里亚
哈丽妮·阿马拉苏里亚（羅馬化：Harini Amarasūriya，羅馬化：Hariṇi Amaracūriya；1970年3月6日—）是斯里兰卡社会学家、活动家和政治家，2024年9月24日至今担任斯里兰卡总理。
阿马拉苏里亚曾在斯里兰卡开放大学工作10年，期间，她积极参与大学教师协会联合会的工会行动。2020年，她作为国家人民力量全国名单候选人当选为斯里兰卡议会议员。
2024年9月，阿马拉苏里亚被斯里兰卡总统阿努拉·库马拉·迪萨纳亚克任命为斯里兰卡总理，同时担任司法部、卫生部、妇女部、教育部、贸易部和工业部的临时部长，成为迪萨纳亚克内阁的3名成员之一。她是继西丽玛沃·班达拉奈克及其女钱德里卡·库马拉通加之后，第3位担任斯里兰卡总理的女性。